# Ебергард Герварт фон Біттенфельд (генерал-майор)
Не плутати з генерал-фельдмаршалом!
Ебергард Герварт фон Біттенфельд (нім. Eberhard Herwarth von Bittenfeld; 16 травня 1890, Гера — 15 січня 1957, Мюнхен) — німецький офіцер, генерал-майор люфтваффе.

## Біографія
Син Вернера Фрідріха Герварта фон Біттенфельда і його дружини Жозефіни, уродженої баронеси фон Штайн-Лібенштайн цу Бархфельд. 13 березня 1909 березня поступив на службу в 5-й гвардійський гренадерський полк. Учасник Першої світової війни. Після демобілізації армії залишений у рехйсвері.
1 квітня 1934 року перейшов у люфтваффе, офіцер для особливих доручень Імперського міністерства авіації. З 1 січня 1935 року — керівник інструкторської групи військового училища 2-го авіаційного округу (Берлін-Гатов), з 1 жовтня — командир училища. З 1 жовтня 1937 року — командир Імперського інституту повітряної оборони. З 1 квітня 1938 року — начальник штабу Німецької асоціації повітряної оборони. 15 листопада 1938 року переведений в інспекцію військового поповнення в Берліні. З 3 січня 1939 року — командир 1-го військового району Бреслау. З 1 квітня 1940 року — комендант аеродромної області Варшави.
3 листопада 1942 року заарештований гестапо за звинувачення в «дружньому ставленні до поляків» і «саботажі наказів фюрера»: Герварт виступав проти діяльності нацистської цивільної адміністрації в генерал-губернаторстві. 7 грудня 1942 року 4-й сенат Імперського військового суду на чолі з Роландом Фрайслером за «військовий непослух» засудив Герварта до трьох років ув'язнення, позбавлення звання і нагород. 31 січня 1943 року Адольф Гітлер затвердив вирок. Герварт відбував покарання у фортеці Цінна в Торгау. 31 грудня 1943 року звільнений і відправлений на фронт. Наступного дня призначений солдатом в 11-й запасний авіаційний батальйон в Мюнстері. Співробітники гестапо знову спробували засудити Герварта через його політичне минуле, проте до суду справа не дійшла — імовірно, завдяки впливу його друзів з Імперського міністерства авіації. 11 липня 1944 року направлений в 1-й зенітний батальйону 1001, який діяв на Західному фронті. Співробітники Імперського міністерства авіації домагались відновлення Герварта у званні, посилаючись на те, що він «спокутував провину в бою», проте у метушні останніх місяців війни прохання не було розглянуте.
9 травня 1945 року взятий в полон американськими військами, в липні того ж року звільнений.

## Звання
- Фенріх (13 березня 1909)
- Лейтенант (27 січня 1910)
- Обер-лейтенант (25 лютого 1915)
- Гауптман (16 вересня 1917)
- Майор (1 квітня 1929)
- Оберст-лейтенант (1 жовтня 1932)
- Оберст (1 вересня 1934)
- Генерал-майор запасу (1 січня 1938)
- Генерал-майор (1 квітня 1940)
- Солдат (1 січня 1944)
- Єфрейтор (1 лютого 1945)
- Унтер-офіцер (1 травня 1945)

## Нагороди
- Залізний хрест 2-го і 1-го класу
- Орден дому Саксен-Ернестіне, лицарський хрест 2-го класу з мечами
- Нагрудний знак «За поранення» в сріблі
- Почесний хрест ветерана війни з мечами
- Медаль «За вислугу років у Вермахті» 4-го, 3-го, 2-го і 1-го класу (25 років)
- Нагрудний знак спостерігача